# Liste der Kulturgüter in Hohentannen
Die Liste der Kulturgüter in Hohentannen enthält alle Objekte in der Gemeinde Hohentannen im Kanton Thurgau, die gemäss der Haager Konvention zum Schutz von Kulturgut bei bewaffneten Konflikten, dem Bundesgesetz vom 20. Juni 2014 über den Schutz der Kulturgüter bei bewaffneten Konflikten sowie der Verordnung vom 29. Oktober 2014 über den Schutz der Kulturgüter bei bewaffneten Konflikten unter Schutz stehen.
Objekte der Kategorie A sind im Gemeindegebiet nicht ausgewiesen, Objekte der Kategorie B sind vollständig in der Liste enthalten, Objekte der Kategorie C fehlen zurzeit (Stand: 1. Januar 2023).

## Kulturgüter
| Foto | | Objekt                                                                          | Kat. | Typ | Standort                             | Beschreibung |
| ---- | --- | ------------------------------------------------------------------------------- | ---- | --- | ------------------------------------ | ------------ |
| ja   | Datei hochladen · Wikidata zu Schloss Oetlishausen (Q2242820)                                             | Schloss Oetlishausen mit reformierter Kapelle St. Michael KGS-Nr.: 05063        | B    | G   | Schlossweg 2 733794 / 264073         |              |
| BW   | Datei hochladen · Wikidata zu Kehlhof Hummelberg (Q29883039)                                              | Kehlhof Hummelberg KGS-Nr.: 13737                                               | B    | G   | Hummelbergstrasse 24 735345 / 263667 |              |
| ja   | Datei hochladen · Wikidata zu Schloss Heidelberg mit Nebenbauten (Pächterhaus, Scheune, Stall) (Q2241495) | Schloss Heidelberg mit Nebenbauten (Pächterhaus, Scheune, Stall) KGS-Nr.: 13738 | B    | G   | Heidelberg 1, 3, 5 734524 / 262442   |              |
| BW   | Datei hochladen · Wikidata zu Heidelberg-Burgstogg, Burgruine Alt Heidelberg (Q29883036)                  | Heidelberg, mittelalterliche Burgruine KGS-Nr.: 13882                           | B    | F   | Hauptstrasse 734400 / 262810         |              |